# پشتک (فیلم)
پشتک (انگلیسی: Somersault) فیلمی در ژانر درام است که در سال ۲۰۰۴ منتشر شد. از بازیگران آن می‌توان به ابی کورنیش، سم ورتینگتون و اریک تامسون اشاره کرد.

## بازیگران
- ابی کورنیش در نقش هایدی[۳]
- سم ورثینگتون در نقش جویی
- لینت کوران در نقش آیرین
- ناتانیل دین در نقش استوارت
- اریک تامسون در نقش ریچارد
- لیا پورسل در نقش دایان
- هالی اندرو در نقش بیانکا
- پل گلیسون در نقش روی
- اولیویا پیژو در نقش نیکول
- دامیان مونتما در نقش آدام
- آن لمبرت در نقش مارتا
- بن تیت در نقش شان